# Lutzomyia ramirezi
Lutzomyia ramirezi är en tvåvingeart som beskrevs av Martins A. V., Falcão A. L., Silva J. E., Miranda Fo R. 1982. Lutzomyia ramirezi ingår i släktet Lutzomyia och familjen fjärilsmyggor. Inga underarter finns listade i Catalogue of Life.